# Pauline Colson
Pauline Désirée de Jon, coneguda posteriorment com a Pauline Marchand i més tard com a Pauline Colson (París, França, 1828 - Milà, Itàlia, 1904) fou una soprano francesa.

## Biografia
Fou filla d'Isidore-Jean de Jon i de l'actriu Sohie Danis. La mare va quedar viuda i es va tornar a casar, canviant el seu cognom a Déjon-Marchand i els noms dels seus fills a Marchand. Els seus germans foren l'actor François Déjon i el tenor Joseph Déjon, aquest últim conegut com a Georges Marchand. Pauline es va casar a La Haia el 25 de setembre de 1850 amb l'actor i tenor parisenc Charles-Alexandre Cosson (1816-1877), conegut com a Colson, amb qui treballava. Pauline va canviar aleshores legalment el seu cognom, i també el seu nom artístic, a Pauline Colson.

## Carrera artística

### Els començaments
Pauline Colson va iniciar la seva carrera operística a Bèlgica, amb el nom de soltera de Pauline Marchand. La primera referència que es troba sobre una participació escènica seva és la de febrer de 1846, interpretant La Part du diable de Daniel Auber al teatre de Lieja. Poc després va participar en l'òpera Fra Diavolo, també d'Auber, a la ciutat francesa de Bordeus. El juny d'aquell any va ser contractada pel Grand-Théâtre de Bordeus, França. El desembre del 1846 apareix en la premsa francesa en ocasió de la representació a aquell teatre de dues obres d'Adolphe Adam: Le Roi d'Yvetot i Le Chalet, sense que quedi clar a quina va participar. A continuació, el mateix mes i al mateix teatre, va participar en La Part du diable de Daniel Auber.
Va tornar a marxar a Bèlgica i va participar en la temporada 1848-1849 del Théâtre de la Monnaie de Brussel·les, debutant el 12 de maig de 1848 en l'òpera Le Postillon de Lonjumeau d'Adolphe Adam. En aquesta època. la seva veu era definida com a dugazon, o sigui, una tessitura entre soprano i mezzosoprano, amb un color fosc de veu. Aquell mateix any va participar en la representació de l'òpera La Part du diable de Daniel Auber, el mes d'agost.

### A França
El maig de 1849 s'anunciava la seva contractació per a la temporada de primavera del Grand-Théâtre d'òpera de Lió, entre el grup de les joves cantants, encara com a Pauline Marchand. Amb ella apareixia Charles Colson, com a tenor, el seu futur marit. Dos anys després de casar-se, ja amb el nom de Pauline Colson, va ser contractada al juliol de 1852 pel Théâtre Lyrique de París, on va debutar el 4 de setembre en l'estrena absoluta de l'òpera Si j'étais roi! d'Adolphe Adam, interpretant el rol de Némea, princesa de Goa. Per aquest mateix teatre va estrenar el 22 de desembre de 1852 l'òpera Tabarin de Georges Bousquet, l'11 de març de 1853 l'òpera Les Amours du Diable d'Albert Grisar, el 3 de setembre de 1853 l'òpera La Moissonneuse d'Adolphe Vogel, acompanyada del seu marit, i el 31 de desembre de 1853 Elisabeth, ou la fille du proscrit, arranjament del compositor italià Uranio Fontana d'una òpera de Gaetano Donizetti titulada Otto mesi in due ore, ossia Gli esiliati in Siberia, estrenada en 1827.
Va ser posteriorment contractada per l'Opéra-Comique de París, debutant el 16 de setembre de 1854 amb Le Pré aux clercs de Ferdinand Hérold, una obra estrenada el 1832, i estrenant l'11 d'abril de 1855 l'òpera La cour de Célimène d'Ambroise Thomas.

### Als Estats Units d'Amèrica
Va marxar a continuació a Nova Orleans (EUA), on va romandre fins al 1858, quan va debutar a la ciutat de Nova York en La Fille du régiment de Donizetti el dia 14 de setembre en el Burton's Theatre de Broadway, amb la companyia Strakosch Opera del pianista i empresari Maurice Strakosch, qui també feia les funcions de director d'orquestra de la companyia. Al mateix teatre va cantar pocs dies després, el 23 de setembre i en la seva segona aparició a la ciutat, el paper de Violetta de La traviata de Giuseppe Verdi. De Nova York va anar a Boston, debutant el 5 d'octubre en La traviata i més tard a Baltimore i a Filadèlfia, on va interpretar La traviata el dia 1 de novembre de 1858, La Fille du régiment el dia 8 del mateix mes, la première als EUA en italià de Martha, de Flotow i Don Giovanni de Mozart el 29 de novembre. El 23 de febrer de 1859 va debutar amb La traviata a Chicago, al McVicker's Theatre i el 14 de març amb Martha de Flotow a Cincinnati, amb la mateixa companyia, en la inauguració del Pike's Opera House (actiu entre 1859 i 1903). En aquest teatre van representar també, uns dies més tard, La traviata. En aquella companyia d'òpera Paulie Colson era el cantant millor pagat, amb dos mil dòlars mensuals. La companyia va arranjar aleshores un contracte per a la inauguració del Nordheimer's Music Hall de Mont-real, al Canadà. Hi van oferir tres concerts, els dies 29 i 30 de juny i l'u de juliol de 1859, tornant després a Nova York. A aquesta ciutat va ser presentada per primer cop a l'Academy of Music interpretant Roberto il diavolo de Giacomo Meyerbeer el 9 de juny, substituint la soprano Adelaide Cortesi. Poc després va participar en la representació per primer cop als EUA de l'òpera I vespri siciliani de Verdi, el dia 7 de novembre. Aquesta obra la va tornar a representar la companyia poc després a Filadèlfia, el 7 de desembre. Dies més tard, el 12 de desembre, la companyia posava en escena a la mateixa ciutat Les Huguenots de Giacomo Meyerbeer, Rigoletto de Verdi el dia 13 i Die Zauberflöte de Mozart (cantada en italià i anglès) el dia 21 de desembre de 1859, en la première d'aquesta òpera als EUA. Pauline Colson va interpretar el rol de la Reina de la Nit.
La temporada següent va començar la primavera de 1860. La companyia, ara sota el nom d'Ullman and Strakosch Opera Company, i amb la participació també de la soprano Adelina Patti, va actuar a Washington DC, Baltimore i Filadèlfia en el mes de març. Una òpera més es va afegir a la llista de les interpretades per Pauline Colson: Der Freischütz (el caçador furtiu) de Carl Maria von Weber, portada a escena a Filadèlfia el 6 de març. L'abril va retornar a Nova Orleans, per a interpretar La Fille du régiment, després de tres anys d'absència al teatre d'òpera de la ciutat i amb un contracte fora la companyia de Strakosch. Hi va cantar també en aquell teatre en aquell mes Si j'étais roi!. Al setembre tornava a actuar a Nova York, ara amb I vespri siciliani de Verdi i a l'octubre a Baltimore, en La traviata i de nou al Pike's de Cincinnati. Abans d'acabar el 1860 cantaria encara a Chicago, Cleveland, Detroit, Filadèlfia -afegint més òperes a la llista: Ernani de Verdi, representada el 29 de setembre, Il giuramento de Saverio Mercadante, el 7 de desembre, Mosè in Egitto de Gioachino Rossini el 14 del mateix mes i Don Pasquale de Donizetti el 29 de desembre-, de nou Baltimore i Washington DC. Després d'aquesta llarga tournée va retornar a Nova York, on la companyia va inaugurar la primera temporada d'òpera italiana de l'Acadèmia de Música de Brooklyn, el 22 de gener de 1861, una temporada que va acabar el 9 de març amb la representació de Norma de Vincenzo Bellini, on va actuar Pauline, i Rigoletto de Verdi, cantat per Clara Louise Kellogg. Al llarg de la temporada tornaria a cantar per la New York Academy of Music, en l'estrena als EUA d'Un ballo in maschera de Verdi de l'11 de febrer de 1861, fent el paper d'Amelia, i en representacions de La juive de Fromental Halévy. Poc després va marxar dels EUA, just quan començava la guerra civil dels EUA, oficialment declarada el 12 d'abril de 1861. Molts cantants italians residents al país el van abandonar. Pauline Colson va marxar a l'Havana.
Una pàgina del cens de juny de 1860 de la ciutat de New Utrecht del comtat de Kings, Estat de Nova York, ens dona una referència de la família Colson en aquell any: Charles Colson, de 33 anys, cantant d'òpera nascut a París; la seva esposa Pauline Colson, de 29 anys i nascuda a París; i dos fills: André, un noi de 9 anys, i Johanna, una filla d'un any, el primer nascut a París i l'última a Nova York.

### A Itàlia
Va arribar a Itàlia aquell mateix any de 1861, contractada com a prima donna per La Scala de Milà, sota el nom italianitzat de Paolina Colson. Va debutar amb Poliuto de Donizetti i més tard va interpretar el 14 de setembre el Don Pasquale de Donizetti, el 25 de setembre La traviata i el 23 de novembre La battaglia di Legnano de Verdi. El 26 de desembre de 1861 va interpretar el paper principal, Jone, de l'òpera homònima d'Errico Petrella, estrenada el 1858. El 4 de febrer de 1862 va participar en l'estrena de l'òpera Mormile del compositor Gaetano Braga, amb un llibret de Francesco Maria Piave. Va debutar al Teatro Carlo Felice de Gènova el juny de 1862, interpretant Poliuto de Donizetti. En el carnaval de 1863 va cantar Le Prophète (en italià: Il profeta) de Giacomo Meyerbeer a La Scala.
Per l'estiu de 1863 es va anunciar la seva participació a Potsdam, Alemanya, en una sessió d'òpera italiana.

### A Espanya
El 3 d'octubre de 1863 debutava al Gran Teatre del Liceu, també amb el nom italianitzat de Paolina Colson, en el paper principal de Jone, d'Errico Petrella, que s'estrenava al Liceu aquell dia. El 18 d'octubre va participar en la representació de Poliuto, però la representació va resultar molt accidentada, degut a una errada al llarg del primer quadre de l'obra que va provocar nombroses interrupcions, que no van impedir que al final rebés una gran ovació. El 29 d'octubre va cantar Linda di Chamounix de Donizetti, el 28 de novembre Le prohète (en italià: Il profeta) i acabant la seva participació en el teatre el 14 de desembre amb Rigoletto.
Es va anunciar en la premsa que Pauline Colson havia estat contractada a Palma i a Cadis, però no hi documentació que confirmi la seva actuació en aquestes ciutats.

### Darreres representacions
El novembre de 1863 va participar en París, en el Théâtre du Vaudeville, en l'estrena de l'òpera Les diables noirs de Victorien Sardou. Va marxar de nou a Itàlia, on el 8 de març de 1864 va participar en l'estrena de l'òpera La contessa d'Amalfi d'Errico Petrella en el Teatro Regio de Torí, més tard representada a La Scala de Milà, el 26 de desembre del mateix any. Va participar també en el Faust de Charles Gounod en el Teatro alla Scala de Milà en la temporada del carnaval de 1865.
Després d'aquestes representacions el seu nom desapareix de les hemeroteques. Va morir a Milà l'any 1904.